# JCDecaux
JCDecaux és una empresa multinacional francesa centrada en la publicitat exterior. D'ençà del 2016 és la corporació més gran del seu sector al món amb anuncis a 140.000 parades d'autobús i 145 aeroports. L'empresa té la seu a Neuilly-sur-Seine. JCDecaux opera a més de 75 països dels cinc continents i el 77,9% dels seus ingressos anuals provenen de fora de França.

## Història
Va ser fundada l'any 1964 a Lió per Jean-Claude Decaux que va dirigir l'empresa fins a l'any 2000. Al llarg dels anys s'ha expandit mitjançant l'adquisició d'empreses publicitàries més petites a diversos països.
L'any 2013, la publicitat exterior en mitjans i infraestructures de transport va representar el 37,9% dels seus ingressos. JCDecaux també ha implementat sistemes de lloguer de bicicletes en diverses ciutats europees, com per exemple el Valenbisi a la ciutat de València el 2010.